# Paziente DF
La paziente DF è una donna con agnosia appercettiva visiva che è stata ampiamente studiata a causa delle implicazioni del suo comportamento per la teoria dei due flussi della percezione visiva . Sebbene la sua vista sia rimasta intatta, ha difficoltà a localizzare e identificare visivamente gli oggetti. Si ritiene che la sua agnosia sia causata da una lesione bilaterale alla corteccia occipitale laterale, un'area ritenuta dai sostenitori del doppio flusso il flusso ventrale di "riconoscimento degli oggetti". Nonostante non sia in grado di identificare o riconoscere gli oggetti, DF può comunque utilizzare input visivi per guidare i suoi movimenti.

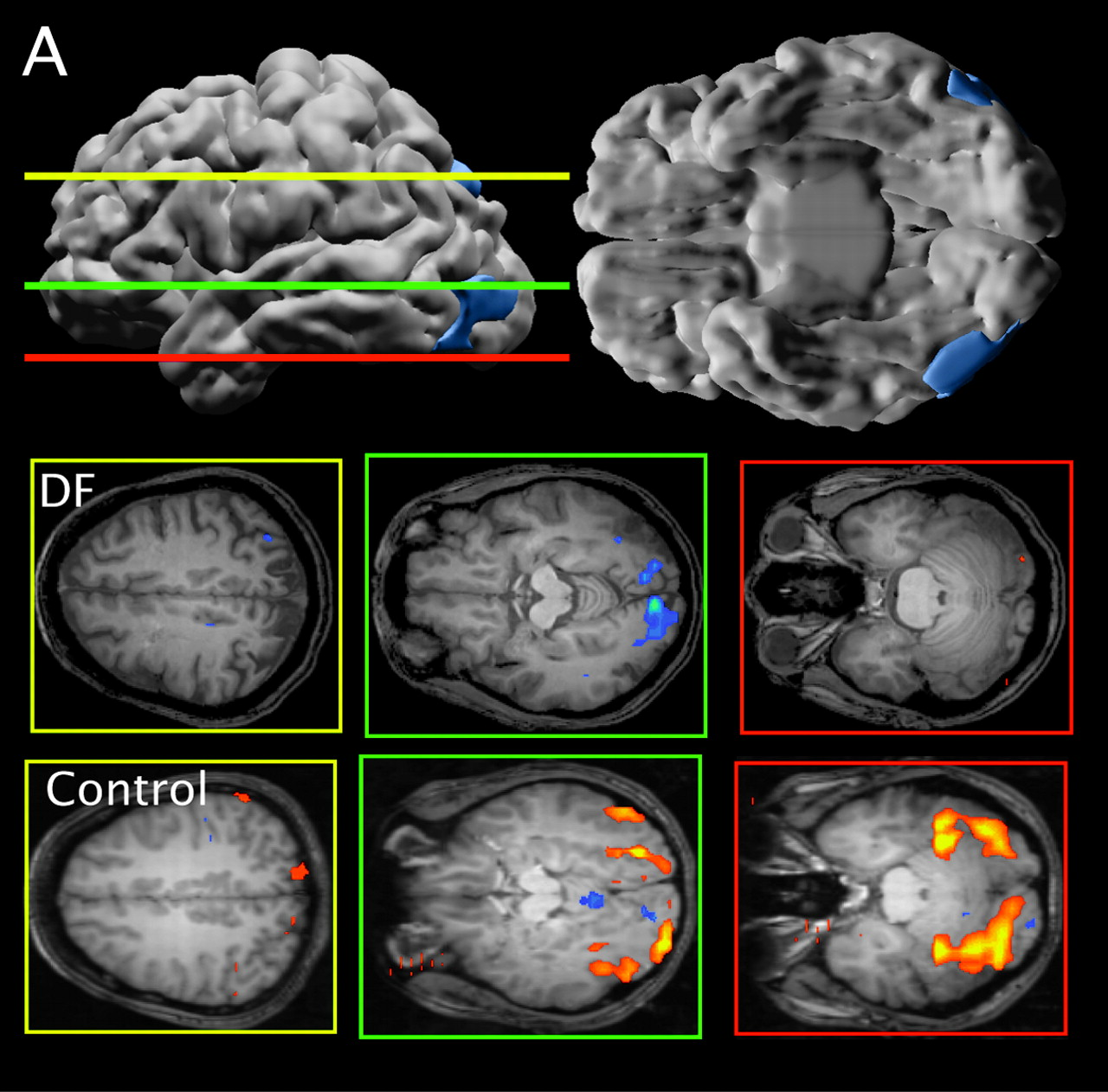
Lesione di DF

Il danno cerebrale della paziente DF è derivato dall'ipossia dovuta all'avvelenamento da monossido di carbonio. La corteccia occipitale laterale (COL) nel suo cervello è gravemente danneggiata e non mostra alcuna attivazione facendole vedere disegni di oggetti comuni. Inoltre, vi è una riduzione delle connessioni della sostanza bianca tra COL e altre aree. C'è anche un certo restringimento nel solco intraparietale, spesso coinvolto nel flusso dorsale per il controllo visivo-motorio. L'area fusiforme facciale è intatta. Ciò suggerirebbe che il problema nella percezione di DF sia la disconnessione tra le funzioni di ordine superiore e quelle di ordine inferiore.
Recenti risonanze magnetiche hanno mostrato molti solchi ingranditi, come il solco intraparietale, il solco parieto-occipitale e il solco calcarino sinistro, indicando una atrofia. Il suo campo visivo rimane intatto fino a 30 gradi.

## Gli esperimenti
Come la maggior parte degli agnosici appercettivi, DF non può nominare un oggetto puramente dal suo aspetto, o copiare un disegno. Può disegnare oggetti familiari a partire dalla sua memoria. DF può anche differenziare colore, movimento e pattern - data un'immagine e la sua versione scarabocchiata, può distinguerle tra loro - ma se le vengono mostrate forme diverse nello stesso colore e motivo, ha delle possibilità di differenziare i due. È in grado di identificare il 67% delle immagini in scala di grigi e a colori, ma solo il 10% dei disegni fatti solo di linee.
Nonostante la sua incapacità di identificare gli oggetti in base alla forma, le sue azioni sembrano mostrare una comprensione più profonda di quanto lei afferma: DF orienta correttamente la mano per inserire una lettera attraverso una fessura, raccoglie oggetti tondeggianti e irregolari afferrandoli in punti stabili e regola correttamente la forza con cui afferra gli oggetti, anche per raccogliere i blocchi di Efron (che corrispondono in superficie, struttura, massa e colore e differiscono solo in lunghezza e larghezza).
Eppure, il paziente DF non può giudicare la larghezza di un oggetto, come il plettro di una chitarra, usando il pollice e l'indice per mostrare quanto è grande. Tuttavia, quando le viene chiesto di raccoglierlo, le sue dita si allargano correttamente. Le sue stime (le viene chiesto di mettere il pollice e l'indice alla distanza corretta senza muoversi per afferrare l'oggetto) continuano a non migliorare in seguito, ma continua a prendere con precisione l'oggetto, indicando che non può giudicare le caratteristiche dell'oggetto a comando. ma è in grado di controllare le sue azioni con tali informazioni.
Quindi in breve, non riesce a valutare le dimensioni di un oggetto ma non ha problemi ad interagire correttamente con esso.
DF non beneficia di un feedback tattile: prendere un oggetto non le consente di stimarne meglio la larghezza la prossima volta. Inoltre, DF non utilizza informazioni visive per la sua presa: quando può vedere la sua presa solo in uno specchio distorto, la sua prestazione non cambia. Coerentemente con tutto ciò, l'imaging cerebrale non ha mostrato alcuna risposta ai disegni a linee nel suo flusso ventrale. Inoltre, secondo gli studi fMRI, il solco intraparietale ha mostrato una preferenza per i movimenti di presa rispetto a quelli di raggiungimento: in realtà l'afferrare un oggetto, sia nella paziente DF che nei pazienti di controllo, attiva il solco intraparietale più del raggiungimento.

## Implicazioni
Si può dire con certezza che: la dissociazione comportamentale tra azione e percezione, insieme ai risultati neuroanatomici e funzionali del neuroimaging, suggeriscono che il controllo visivo della presa preservato nella paziente DF, è mediato da reti visuomotorie relativamente intatte nel flusso dorsale. Infatti la sua incapacità di percepire la forma degli oggetti è una conseguenza del danno al suo flusso ventrale.
Insieme alle doppie dissociazioni mostrate nelle scimmie, l'esperienza di DF fornisce la prova della teoria dei due flussi della percezione visiva e mostra che il flusso dorsale può fornire, da solo, informazioni per il ridimensionamento delle aperture, come quelle della mano appunto. Alcuni dei risultati di DF sono stati messi in discussione a causa del ruolo del feedback tattile nell'esecuzione dei compiti di presa e percezione di DF.